# Championnat d'Océanie masculin de basket-ball des moins de 15 ans 2024
Navigation
Guam 2022 2026
Le championnat d'Océanie masculin de basket-ball des moins de 15 ans 2024 se déroule à Canberra en Australie du 11 au 16 novembre 2024. Il s'agit de la septième édition de la compétition, instaurée en 2009.

## Équipes participantes
- Australie
- Fidji
- Guam
- Îles Cook
- Nouvelle-Calédonie
- Nouvelle-Zélande
- Samoa
- Tahiti
- Tonga

## Rencontres

### Premier tour
Légende des classements
- Qualifié pour les demi-finales
- Qualifié pour les quarts de finale
- Qualifié pour le match pour la 8e place

#### Groupe A
| Rang | Équipe           | Pts | J | G | P | Pp  | Pc  | Diff |  | Résultats (dom.\ext.) |   |       |        |
| ---- | ---------------- | --- | - | - | - | --- | --- | ---- |  | --------------------- | - | ----- | ------ |
| 1    | Australie        | 4   | 2 | 2 | 0 | 203 | 165 | 38   |  | Australie             |   | 92-81 | 111-84 |
| 2    | Nouvelle-Zélande | 3   | 2 | 1 | 1 | 195 | 162 | 33   |  | Nouvelle-Zélande      | - |       | 114-70 |
| 3    | Samoa            | 2   | 2 | 0 | 2 | 154 | 225 | -71  |  | Samoa                 | - | -     |        |

#### Groupe B
| Rang | Équipe    | Pts | J | G | P | Pp  | Pc  | Diff |  | Résultats (dom.\ext.) |   |       |       |
| ---- | --------- | --- | - | - | - | --- | --- | ---- |  | --------------------- | - | ----- | ----- |
| 1    | Fidji     | 4   | 2 | 2 | 0 | 173 | 158 | 15   |  | Fidji                 |   | 85-82 | 88-76 |
| 2    | Guam      | 3   | 2 | 1 | 1 | 164 | 165 | -1   |  | Guam                  | - |       | 82-80 |
| 3    | Îles Cook | 2   | 2 | 0 | 2 | 156 | 170 | -14  |  | Îles Cook             | - | -     |       |

#### Groupe C
| Rang | Équipe             | Pts | J | G | P | Pp  | Pc  | Diff |  | Résultats (dom.\ext.) |   |       |        |
| ---- | ------------------ | --- | - | - | - | --- | --- | ---- |  | --------------------- | - | ----- | ------ |
| 1    | Tonga              | 4   | 2 | 2 | 0 | 190 | 119 | 71   |  | Tonga                 |   | 86-50 | 104-69 |
| 2    | Tahiti             | 3   | 2 | 1 | 1 | 117 | 140 | -23  |  | Tahiti                | - |       | 67-54  |
| 3    | Nouvelle-Calédonie | 2   | 2 | 0 | 2 | 123 | 171 | -48  |  | Nouvelle-Calédonie    | - | -     |        |

### Tableau final
|  | Quarts de finale | Quarts de finale | Quarts de finale | Quarts de finale |                  |                  | Demi-finales     | Demi-finales     | Demi-finales                  | Demi-finales                  |                               |                               | Finale           | Finale           | Finale           | Finale           |
|  |                  |                  |                  |                  |                  |                  |                  |                  |                               |                               |                               |                               |                  |                  |                  |                  |
|  |                  |                  |                  |                  |                  |                  | 15 novembre 2024 | 15 novembre 2024 | 15 novembre 2024              | 15 novembre 2024              |                               |                               | 16 novembre 2024 | 16 novembre 2024 | 16 novembre 2024 | 16 novembre 2024 |
|  |                  |                  |                  |                  |                  |                  | 15 novembre 2024 | 15 novembre 2024 | 15 novembre 2024              | 15 novembre 2024              |                               |                               | 16 novembre 2024 | 16 novembre 2024 | 16 novembre 2024 | 16 novembre 2024 |
|  |                  |                  |                  |                  |                  |                  | 15 novembre 2024 | 15 novembre 2024 | 15 novembre 2024              | 15 novembre 2024              |                               |                               | 16 novembre 2024 | 16 novembre 2024 | 16 novembre 2024 | 16 novembre 2024 |
|  |                  |                  |                  |                  |                  |                  | 15 novembre 2024 | 15 novembre 2024 | 15 novembre 2024              | 15 novembre 2024              |                               |                               | 16 novembre 2024 | 16 novembre 2024 | 16 novembre 2024 | 16 novembre 2024 |
|  |                  |                  |                  |                  |                  |                  | 15 novembre 2024 | 15 novembre 2024 | 15 novembre 2024              | 15 novembre 2024              |                               |                               | 16 novembre 2024 | 16 novembre 2024 | 16 novembre 2024 | 16 novembre 2024 |
|  | Australie        | Australie        | 107              | 107              |                  |                  |                  |                  |                               |                               |                               |                               | 16 novembre 2024 | 16 novembre 2024 | 16 novembre 2024 | 16 novembre 2024 |
|  | Australie        | Australie        | 107              | 107              | 14 novembre 2024 |                  |                  |                  |                               |                               |                               |                               | 16 novembre 2024 | 16 novembre 2024 | 16 novembre 2024 | 16 novembre 2024 |
|  |                  |                  | Samoa            | Samoa            | 69               | 69               |                  |                  |                               |                               |                               |                               | 16 novembre 2024 | 16 novembre 2024 | 16 novembre 2024 | 16 novembre 2024 |
|  | B1               | Fidji            | Samoa            | Samoa            | 69               | 69               | 56               | 56               |                               |                               |                               |                               | 16 novembre 2024 | 16 novembre 2024 | 16 novembre 2024 | 16 novembre 2024 |
|  | B1               | Fidji            | 15 novembre 2024 |                  |                  |                  | 56               | 56               |                               |                               |                               |                               | 16 novembre 2024 | 16 novembre 2024 | 16 novembre 2024 | 16 novembre 2024 |
|  | A3               | Samoa            | 115              | 115              |                  |                  |                  |                  |                               |                               |                               |                               | 16 novembre 2024 | 16 novembre 2024 | 16 novembre 2024 | 16 novembre 2024 |
|  | A3               | Samoa            | 115              | 115              | Australie        | Australie        | 96               | 96               |                               |                               |                               |                               |                  |                  |                  |                  |
|  | 14 novembre 2024 |                  |                  |                  | Australie        | Australie        | 96               | 96               |                               |                               |                               |                               |                  |                  |                  |                  |
|  |                  |                  | Nouvelle-Zélande | Nouvelle-Zélande | 68               | 68               |                  |                  |                               |                               |                               |                               |                  |                  |                  |                  |
|  | A2               | Nouvelle-Zélande | Nouvelle-Zélande | Nouvelle-Zélande | 68               | 68               | 133              | 133              |                               |                               |                               |                               |                  |                  |                  |                  |
|  | A2               | Nouvelle-Zélande |                  |                  |                  |                  |                  |                  |                               |                               |                               |                               |                  |                  |                  |                  |
|  | C2               | Tahiti           | 33               | 33               |                  |                  |                  |                  |                               |                               |                               |                               |                  |                  |                  |                  |
|  | C2               | Tahiti           | 33               | 33               | Nouvelle-Zélande | Nouvelle-Zélande | 114              | 114              | Match pour la troisième place | Match pour la troisième place | Match pour la troisième place | Match pour la troisième place |                  |                  |                  |                  |
|  | 14 novembre 2024 |                  |                  |                  | Nouvelle-Zélande | Nouvelle-Zélande | 114              | 114              | Match pour la troisième place | Match pour la troisième place | Match pour la troisième place | Match pour la troisième place |                  |                  |                  |                  |
|  |                  |                  | Tonga            | Tonga            | 78               | 78               |                  |                  | 16 novembre 2024              | 16 novembre 2024              | 16 novembre 2024              | 16 novembre 2024              |                  |                  |                  |                  |
|  | C1               | Tonga            | Tonga            | Tonga            | 78               | 78               | 104              | 104              | 16 novembre 2024              | 16 novembre 2024              | 16 novembre 2024              | 16 novembre 2024              |                  |                  |                  |                  |
|  | C1               | Tonga            |                  |                  |                  |                  |                  | 104              |                               |                               | Samoa                         | Samoa                         | 113              | 113              |                  |                  |
|  | B2               | Guam             | 71               | 71               |                  |                  |                  |                  |                               |                               | Samoa                         | Samoa                         | 113              | 113              |                  |                  |
|  | B2               | Guam             | 71               | 71               | Tonga            | Tonga            | 76               | 76               |                               |                               |                               |                               |                  |                  |                  |                  |
|  |                  |                  |                  |                  |                  |                  |                  |                  |                               |                               |                               |                               |                  |                  |                  |                  |

### Matches de classement

#### Matches pour la5eplace
|  | Tour de classement 5e - 7e | Tour de classement 5e - 7e | Tour de classement 5e - 7e | Tour de classement 5e - 7e |                  |    | Match pour la 5e place | Match pour la 5e place | Match pour la 5e place | Match pour la 5e place |
|  |                            |                            |                            |                            |                  |    |                        |                        |                        |                        |
|  |                            |                            |                            |                            |                  |    | 16 novembre 2024       |                        |                        |                        |
|  | Guam                       |                            |                            |                            |                  |    |                        |                        |                        |                        |
|  |                            |                            |                            |                            |                  |    |                        |                        |                        |                        |
|  |                            |                            |                            |                            |                  |    |                        |                        |                        |                        |
|  | Guam                       | Guam                       | 78                         | 78                         |                  |    |                        |                        |                        |                        |
|  | Guam                       | Guam                       | 78                         | 78                         | 15 novembre 2024 |    |                        |                        |                        |                        |
|  |                            |                            | Tahiti                     | Tahiti                     | 65               | 65 |                        |                        |                        |                        |
|  | Tahiti                     | Tahiti                     | Tahiti                     | Tahiti                     | 65               | 65 | 64                     | 64                     |                        |                        |
|  | Tahiti                     | Tahiti                     |                            |                            |                  |    |                        | 64                     |                        |                        |
|  | Fidji                      | Fidji                      | 63                         | 63                         |                  |    |                        |                        |                        |                        |
|  | Fidji                      | Fidji                      | 63                         | 63                         |                  |    |                        |                        |                        |                        |

#### Match pour la8eplace
| 14 novembre 2024 12 h 45 UTC+11:00 | Rapport | Îles Cook                                          | 94-73 | Nouvelle-Calédonie |  | AIS Basketball Hall, Canberra |
| 14 novembre 2024 12 h 45 UTC+11:00 | Rapport | Score par quart-temps : 28-15, 24-18, 21-18, 21-22 |       |                    |  | AIS Basketball Hall, Canberra |

## Classement final
| Place                       | Équipe             | Vict.-Déf. |
| --------------------------- | ------------------ | ---------- |
| Médaille d'or, Océanie      | Australie          | 4 - 0      |
| Médaille d'argent, Océanie  | Nouvelle-Zélande   | 3 - 2      |
| Médaille de bronze, Océanie | Samoa              | 2 - 3      |
| 4                           | Tonga              | 3 - 2      |
| 5                           | Guam               | 2 - 2      |
| 6                           | Tahiti             | 2 - 3      |
| 7                           | Fidji              | 2 - 2      |
| 8                           | Îles Cook          | 1 - 2      |
| 9                           | Nouvelle-Calédonie | 0 - 3      |

- Qualification pour le Championnat d'Asie U16 2025

## Leaders statistiques

### Points
| Place | Nom           | Équipe           | PPM  |
| ----- | ------------- | ---------------- | ---- |
| 1     | Troy Kaufusi  | Tonga            | 26,6 |
| 2     | Ratu Vishanin | Fidji            | 23,8 |
| 3     | Kalae Kenny   | Fidji            | 22,5 |
| 4     | Lawson Pryor  | Nouvelle-Zélande | 19,4 |
| 5     | Will Hamilton | Australie        | 18,3 |

### Rebonds
| Place | Nom             | Équipe    | RPM  |
| ----- | --------------- | --------- | ---- |
| 1     | Joshua Marsters | Îles Cook | 17,3 |
| 2     | Calvyn Valoa    | Îles Cook | 13,0 |
| 3     | Kobi Maeva      | Îles Cook | 12,7 |
| 4     | Ratu Vishanin   | Fidji     | 12,5 |
| 5     | Corey Ah Mu     | Samoa     | 9,8  |

### Passes décisives
| Place | Nom               | Équipe    | PDPM |
| ----- | ----------------- | --------- | ---- |
| 1     | Troy Kaufusi      | Tonga     | 7,0  |
| 2     | Antonio Browne    | Australie | 6,3  |
| 3     | Luke Roland       | Australie | 5,0  |
| 4     | Francis Jones II  | Guam      | 4,0  |
| 4     | Iliesa Dakunimata | Fidji     | 4,0  |

### Contres
| Place | Nom                   | Équipe             | CPM |
| ----- | --------------------- | ------------------ | --- |
| 1     | Quentin Peltier-Leroy | Nouvelle-Calédonie | 3,7 |
| 2     | Ratu Vishanin         | Fidji              | 3,3 |
| 3     | Francis Jones II      | Guam               | 2,5 |
| 4     | Manahere Faahu        | Tahiti             | 2,4 |
| 5     | Alexander Mabbott     | Australie          | 1,8 |

### Interceptions
| Place | Nom               | Équipe             | IPM |
| ----- | ----------------- | ------------------ | --- |
| 1     | Troy Kaufusi      | Tonga              | 4,4 |
| 2     | Isileli Moungaafi | Tonga              | 4,0 |
| 2     | Jean-Gabriel Case | Nouvelle-Calédonie | 4,0 |
| 4     | Manahere Faahu    | Tahiti             | 3,8 |
| 5     | Leevae McDonald   | Samoa              | 3,6 |

### Évaluation
| Place | Nom             | Équipe    | EPM  |
| ----- | --------------- | --------- | ---- |
| 1     | Calvyn Valoa    | Îles Cook | 27,3 |
| 2     | Troy Kaufusi    | Tonga     | 25,8 |
| 2     | Ratu Vishanin   | Fidji     | 25,8 |
| 4     | Joshua Marsters | Îles Cook | 23,3 |
| 5     | Will Hamilton   | Australie | 21,5 |

## Récompenses
MVP de la compétition (meilleur joueur) Will Hamilton
Meilleur cinq de la compétition
- Troy Kaufusi
- Leevae McDonald
- Lawson Pryor
- Antonio Browne
- Will Hamilton